# ウォーカビリティ
ウォーカビリティ（英語: walkability）とは、徒歩での日常生活が可能な程度を評価する指標である。ウォーカビリティが高い地域では、歩行量および身体活動量が多くなり健康への効果があるほか、街なかの活性化にもつながる。

## 背景
アメリカ合衆国における郊外住宅開発は徒歩での日常移動が困難な設計で、自動車に依存した生活となったが、これにより歩行量や身体活動量の低下を引き越し、肥満や生活習慣病のリスクを高めた。
これを批判するニューアーバニズムなどの都市計画思想の影響を受けて、徒歩による外出を容易とする都市環境の指標が考案された。この指標の基本概念には、人口等の密度（Density）、徒歩移動可能な活動の多様性（Diversity）、歩行に好都合な街路デザイン（Design）があり、これらは3Dsとよばれる。

## 評価指標

### ウォーカビリティ指標
ウォーカビリティ指標（Walkability Index）とは、徒歩による日常生活の可能性を評価する指標で、Frank et al. (2005)により提唱された。この指標は、土地利用の混在度、住居密度、交差点密度の3変数により求められる。ウォーカビリティ指数は以下の式で表現できる。
ウォーカビリティ指数 = 6 × 土地利用の混在度のz値 + 住居密度のz値 + 交差点密度のz値
ウォーカビリティ指標の公表後、地域環境を客観的に数値化してウォーカビリティを評価する指標が世界中で考案されてきた。

### 主観的環境評価
歩きやすい環境の評価において、居住者に対して質問紙調査を行うことで主観的な環境評価を行うこともある。主観的環境評価では自宅徒歩圏内における施設へのアクセシビリティや、緑の多さや景観の良さ、徒歩行動の安全性などが評価される。

## 健康への影響
ウォーカビリティは身体的健康、精神的健康に影響を与えている。Barnett et al. (2017)によると、ウォーカビリティの高い地域に居住する高齢者は、歩行量および身体活動量が多い傾向がある。ウォーカビリティの高い地域では居住者のBMIが低く、また高齢者の認知機能が高い。また、ウォーカビリティの高さは、アクティブエイジングの促進や生活の質の向上につながる。